# عمر ميقاتي
عمر ميقاتي (24 نوفمبر 1944) هو ممثل وممثل صوت لبناني، وهو ابن الفنان نزار ميقاتي

## عن حياته
بدأ حياته الفنية في سن مبكرة تعليمات من والده نزار ميقاتي، (مؤسس "المسرح الوطني" بالتعاون مع "شوشو" ومؤسس "فرقة الأنوار شارك عديدمن أعمال الفنية لبنانية

## فيلموغرافيا

### أفلام
- متل القمر
- نص يوم
- السيدة الثانية

Une histoire de fou*
- ياسمينة
- تاكسي البلد
- الأرملة والشيطان
- مالح يا بحر
- صائمون....لكن
- رجل من الماضي
- صارت معي
- نادي اللغة العربية
- تجارة عن تراض
- طريق الشوك
- طريق الشوق
- الضحية
- أوراق الزمان المر
- السهام الجارحة
- حكايات طريف
- جحا الضاحك الباكي
- الندم
- ذئاب الجاهلية
- فردوس الكلمات
- هلا
- الرجل الثالث
- مطلوب لكل الجهات
- البخلاء
- بربر آغا
- يسعد مساكم
- يا صبر أيون
- فاميليا
- مش شابة
- مدينة الأبواب

### تلفاز
- هروب
- الدنيا هيك
- سيناريو
- الليلة الأخيرة
- دكتور هلا

### مسرحيات
- وصلت لل 99 (إخراج)
- بخصوص الكرامة والشعب العنيد (مسرحية لزياد الرحباني - 1993)

### أدوار الدبلجة
- أصحاب الكهف
- أميرة الروم
- المختار الثقفي - النعمان بن بشير
- مريم المقدسة
- يوسف الصديق - ألخماهو

## الجوائز
| السنة | الجائزة    | المرشح/العمل | التصنيف   | النتيجة | مرجع  |
| ----- | ---------- | ------------ | --------- | ------- | ----- |
| 2010  | موريكس دور | نفسه         | أفضل ممثل | فوز     | [ 2 ] |

## وصلات خارجية
- عمر ميقاتي على موقع IMDb (الإنجليزية)
- عمر ميقاتي على موقع قاعدة بيانات الأفلام العربية